# Pierre Sedufia
Peter Kofi Sedufia est un cinéaste et producteur ghanéen,.

## Biographie
Sedufia a étudié à l'Institut national du cinéma et de la télévision du Ghana, se spécialisant en réalisation cinématographique. Après avoir réalisé plusieurs courts métrages, il a sorti son premier long métrage Keteke,.

## Filmographie

### Longs métrages
- 2017 : Ketéké
- 2018 : Gang Sidechic
- 2020 : Aloé Vera

### Courts métrages
- 2014 : Le Voyageur
- 2016 : Maître et 3 servantes